# Cuvée de l'Ermitage
Cuvée de l'Ermitage was een Belgisch bruin bier gebrouwen door Brouwerij Union.

## Geschiedenis
Het bier werd van omstreeks 1950 door Brouwerij Union in Jumet gebrouwen. In 1978 werd de brouwerij en ook het biermerk overgenomen door Brouwerij De Kroon J.H. Maes. Bij de fusie tussen Brouwerijen Alken-Kronenbourg en Maes in 1988 werd wederom het biermerk meegenomen. Deze produceerden het verder tot 2010. Het bier had oorspronkelijk een alcoholpercentage van 8% alc.vol. en later 7.5%. Het bier was ondertussen in het Grimbergen-gamma gepast.